# Pílades de Cilícia
Pílades de Cilícia (grec antic: Πυλάδης, llatí: Pylades) fou un destacat mim grec, nadiu de Cilícia, que va actuar a Roma. Va arribar a Roma potser l'any 21 aC. Va ser protegit per Mecenàs i sembla que era un llibert d'August, que el va desterrar de la ciutat diverses vegades, però sempre li va permetre retornar, a petició del poble. Va introduir el mim tràgic basat en la mitologia o la història.
Va ser la màxima figura juntament amb Bàtil d'Alexandria, amb el qual competia. Hiles, el famós actor de pantomim, va ser deixeble seu.